# Campeonato Mundial de Halterofilismo de 2019 - Até 61 kg masculino
A categoria até 61 kg masculino foi um evento do Campeonato Mundial de Halterofilismo de 2019, disputado no Centro Nacional de Treinamento Esportivo Oriental, em Pattaya, na Tailândia, entre 18 e 19 de setembro de 2019. 

## Calendário
Horário local (UTC+7)
| Dia            | Horário | Fase    |
| -------------- | ------- | ------- |
| 18 de setembro | 22:30   | Grupo C |
| 19 de setembro | 14:25   | Grupo B |
| 19 de setembro | 20:25   | Grupo A |

## Medalhistas
| Evento    | Ouro           | Ouro   | Prata                    | Prata  | Bronze                   | Bronze |
| --------- | -------------- | ------ | ------------------------ | ------ | ------------------------ | ------ |
| Arranque  | Li Fabin (CHN) | 145 kg | Eko Yuli Irawan (INA)    | 140 kg | Yoichi Itokazu (JPN)     | 135 kg |
| Arremesso | Li Fabin (CHN) | 173 kg | Francisco Mosquera (COL) | 172 kg | Qin Fulin (CHN)          | 171 kg |
| Total     | Li Fabin (CHN) | 318 kg | Eko Yuli Irawan (INA)    | 306 kg | Francisco Mosquera (COL) | 302 kg |

## Recordes
Antes desta competição, o recorde mundial da prova era o seguinte:
| Recorde         | Tipo      | Atleta                | Peso   | Local    | Data                  |
| Recorde Mundial | Arranque  | Padrão mundial        | 144 kg |          | 1 de novembro de 2018 |
| Recorde Mundial | Arremesso | Eko Yuli Irawan (INA) | 174 kg | Asgabade | 3 de novembro de 2018 |
| Recorde Mundial | Total     | Eko Yuli Irawan (INA) | 317 kg | Asgabade | 3 de novembro de 2018 |

Os seguintes novos recordes foram estabelecidos durante esta competição.
| Arranque | 145 kg | Li Fabin (CHN) | Recorde mundial |
| Total    | 318 kg | Li Fabin (CHN) | Recorde mundial |

## Resultado
Os resultados foram os seguintes. 
| Pos.              | Atleta                       | Grupo | Arranque (kg) | Arranque (kg) | Arranque (kg) | Arranque (kg)     | Arremesso (kg) | Arremesso (kg) | Arremesso (kg) | Arremesso (kg)    | Total |
| Pos.              | Atleta                       | Grupo | 1             | 2             | 3             | Resultado         | 1              | 2              | 3              | Resultado         | Total |
| ----------------- | ---------------------------- | ----- | ------------- | ------------- | ------------- | ----------------- | -------------- | -------------- | -------------- | ----------------- | ----- |
| Medalha de ouro   | Li Fabin (CHN)               | A     | 138           | 141           | 145           | Medalha de ouro   | 168            | 173            | 175            | Medalha de ouro   | 318   |
| Medalha de prata  | Eko Yuli Irawan (INA)        | A     | 136           | 136           | 140           | Medalha de prata  | 166            | 166            | 175            | 4                 | 306   |
| Medalha de bronze | Francisco Mosquera (COL)     | A     | 130           | 135           | 135           | 6                 | 167            | 172            | 172            | Medalha de prata  | 302   |
| 4                 | Thạch Kim Tuấn (VIE)         | A     | 133           | 136           | 136           | 5                 | 163            | 167            | 167            | 6                 | 296   |
| 5                 | Jhon Serna (COL)             | A     | 125           | 130           | 132           | 7                 | 165            | 170            | 170            | 5                 | 295   |
| 6                 | Yoichi Itokazu (JPN)         | A     | 131           | 135           | 137           | Medalha de bronze | 158            | 158            | 162            | 10                | 293   |
| 7                 | Shota Mishvelidze (GEO)      | A     | 130           | 135           | 135           | 4                 | 152            | 160            | 163            | 16                | 287   |
| 8                 | Aznil Bidin (MAS)            | B     | 125           | 125           | 128           | 12                | 160            | 160            | 163            | 7                 | 285   |
| 9                 | Kao Chan-hung (TPE)          | B     | 125           | 128           | 128           | 10                | 155            | 158            | 160            | 9                 | 283   |
| 10                | Jon Luke Mau (GER)           | B     | 115           | 119           | 122           | 18                | 153            | 158            | 162            | 8                 | 280   |
| 11                | Ferdi Hardal (TUR)           | A     | 125           | 129           | 130           | 13                | 154            | 159            | 159            | 14                | 279   |
| 12                | Goderdzi Berdelidze (GEO)    | B     | 123           | 126           | 126           | 8                 | 142            | 147            | 151            | 17                | 277   |
| 13                | Mirco Scarantino (ITA)       | B     | 121           | 124           | 124           | 15                | 150            | 153            | 156            | 15                | 277   |
| 14                | Seraj Al-Saleem (KSA)        | B     | 118           | 123           | 125           | 16                | 147            | 154            | 154            | 13                | 277   |
| 15                | Luis García (DOM)            | A     | 121           | 121           | 124           | 19                | 156            | 156            | 156            | 12                | 277   |
| 16                | Morea Baru (PNG)             | B     | 120           | 124           | 124           | 20                | 156            | 156            | 160            | 11                | 276   |
| 17                | Cristhian Zurita (ECU)       | B     | 124           | 128           | 128           | 14                | 146            | 150            | 150            | 19                | 274   |
| 18                | Hayato Hirai (JPN)           | B     | 118           | 122           | 124           | 17                | 145            | 149            | 151            | 20                | 271   |
| 19                | Seýitjan Mirzaýew (TKM)      | B     | 125           | 125           | 129           | 11                | 145            | 145            | 150            | 24                | 270   |
| 20                | Tan Chi-chung (TPE)          | C     | 115           | 115           | 118           | 22                | 145            | 145            | 148            | 21                | 263   |
| 21                | Chaturanga Lakmal (SRI)      | C     | 117           | 117           | 120           | 21                | 145            | 150            | 150            | 23                | 262   |
| 22                | Arley Calderón (CUB)         | C     | 114           | 114           | 114           | 24                | 146            | 146            | 146            | 22                | 260   |
| 23                | José Montes (MEX)            | C     | 110           | 110           | 115           | 23                | 133            | 137            | 137            | 25                | 252   |
| 24                | Elson Brechtefeld (NRU)      | C     | 95            | 100           | 105           | 26                | 130            | 135            | 140            | 26                | 240   |
| —                 | Josué Brachi (ESP)           | C     | 125           | 128           | 128           | 9                 | 145            | 145            | 145            | —                 | —     |
| —                 | Marcos Rojas (PER)           | C     | 107           | 110           | 110           | 25                | 143            | 143            | 143            | —                 | —     |
| —                 | Qin Fulin (CHN)              | A     | 136           | 136           | 138           | —                 | 166            | 171            | 175            | Medalha de bronze | —     |
| —                 | Eric Andriantsitohaina (MAD) | C     | 110           | 110           | 110           | —                 | 145            | 150            | 155            | 18                | —     |
| —                 | Hurşit Atak (TUR)            | A     | 122           | 122           | 122           | —                 | 155            | 155            | 155            | —                 | —     |
| —                 | Thilanka Palangasinghe (SRI) | B     | 117           | 117           | 117           | —                 | —              | —              | —              | —                 | —     |